# Le Girouard
Le Girouard ist eine französische Gemeinde mit 1.144 Einwohnern (Stand: 1. Januar 2022) im Département Vendée in der Region Pays de la Loire; sie gehört zum Arrondissement Les Sables d’Olonne und zum Kanton Talmont-Saint-Hilaire (bis 2015: Kanton La Mothe-Achard). 

## Geographie
Le Girouard liegt etwa 21 Kilometer westsüdwestlich von La Roche-sur-Yon und etwa 17 Kilometer nordöstlich von Les Sables-d’Olonne. Umgeben wird Le Girouard von den Nachbargemeinden Sainte-Flaive-des-Loups im Norden, Nieul-le-Dolent im Osten, Grosbreuil im Süden sowie Les Achards mit La Chapelle-Achard im Westen und Nordwesten.

## Bevölkerungsentwicklung
| Jahr                      | 1962 | 1968 | 1975 | 1982 | 1990 | 1999 | 2006 | 2012 |
| Einwohner                 | 779  | 749  | 616  | 489  | 466  | 533  | 715  | 951  |
| Quelle: Cassini und INSEE |      |      |      |      |      |      |      |      |

## Sehenswürdigkeiten

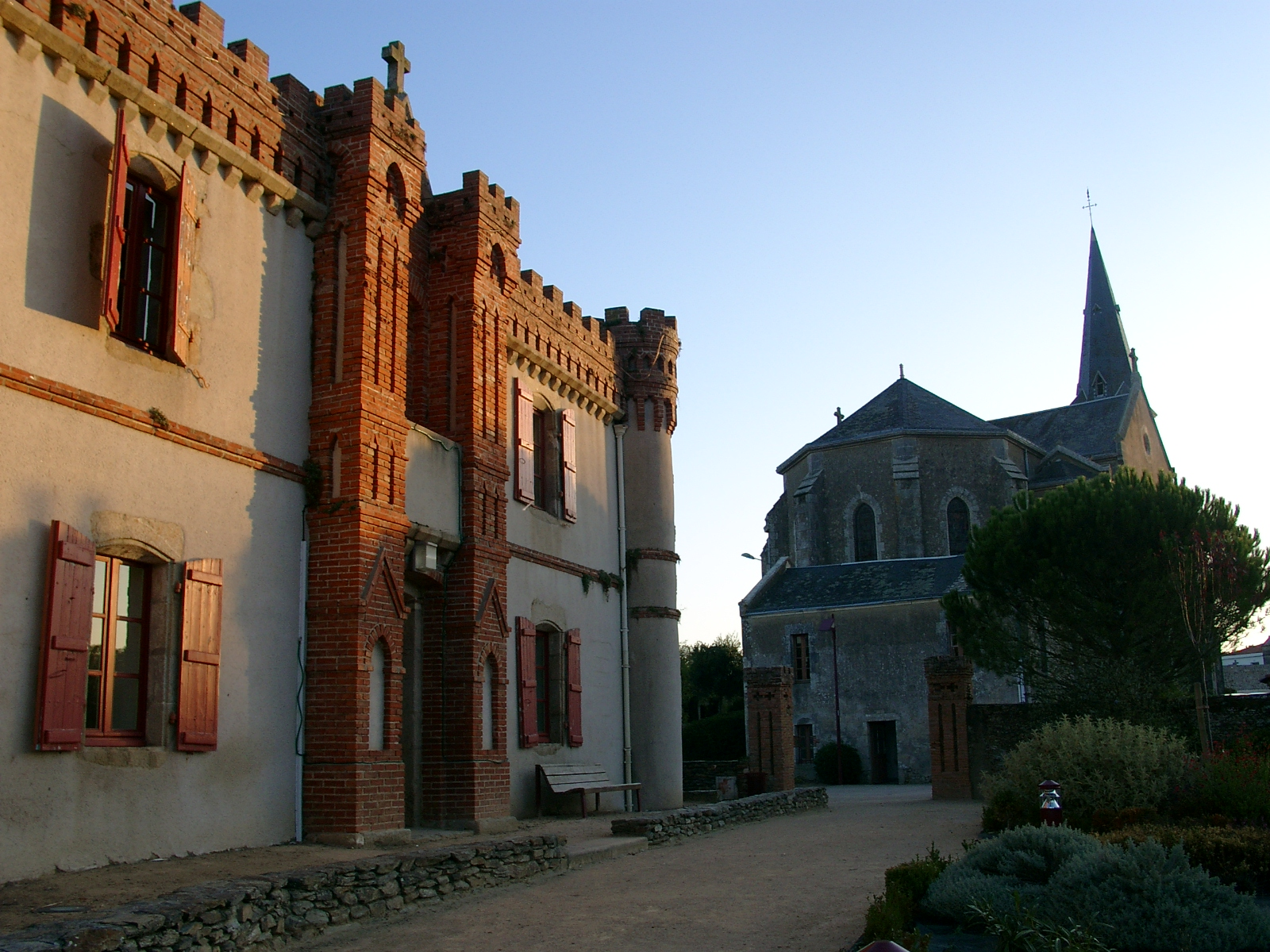
Kirche und Schloss Gaillard

- Kirche
- Schloss Gaillard